# 鈴木幸寿
鈴木 幸寿（鈴木 幸壽、すずき ゆきとし・こうじゅ、1922年1月2日 - 2009年8月1日）は、日本の社会学者。東京外国語大学名誉教授。
福島県出身。東北帝国大学法文学部社会学科卒、同大学院特別研究生修了。東京外国語大学助教授、教授、学長を務め、名誉教授、明星大学教授、和洋女子大学学長を歴任。

## 著書
- 『ガイガー』 (人と業績シリーズ) 有斐閣 1959
- 『現代社会と政治』 (現代社会研究シリーズ) 誠信書房 1971
- 『時世寸描 社会学者の眼から』鈴木幸壽 夢窓庵 1998

### 共編著
- 『講座社会学 第7巻 大衆社会』鈴木幸寿 等著 東京大学出版会 1957
- 『社会学用語辞典』森岡清美、秋元律郎、安藤喜久雄共編 学文社 1972
- 『社会学史』編(社会学叢書）学文社 1972
- 『権力と社会』編 誠信書房 1983
- 『歴史社会学とマックス・ヴェーバー』鈴木幸壽,山本鎭雄,茨木竹二編 理想社 2003

### 翻訳
- テオドール・ガイガー『知識階級』玄海出版社 1953
- デヴィッド・リースマン『孤独なる群衆』佐々木徹郎, 谷田部文吉共訳 みすず書房 1955
- テオドール・ガイガー『あたらしい階級社会 その問題点と方向』誠信書房 1957
- ルネ・ケーニッヒ『現代の社会学』佐藤智雄共訳 誠信書房 1957
- 『政治権力 政治社会学論集』訳編 誠信書房 1961
- S.ブラウン『新中間層 その社会学的考察』田中義章共訳 誠信書房 1968
- ギュンター・エントルーヴァイト編『現代の社会学理論』鈴木幸壽,大鐘武, 山本鎮雄,小松君代訳 恒星社厚生閣 2000

## 論文
- <鈴木幸寿